# Fazlija Šaćirović
Fazlija Šaćirović (serbokroatisch-kyrillisch Фазлија Шаћировић; * 4. Mai 1957 in Prokuplje) ist ein ehemaliger jugoslawischer Boxer. Er wurde 1978 Vizeweltmeister und vertrat sein Heimatland bei den Olympischen Spielen 1976 und 1980.

## Boxkarriere
Šaćirović, der bei Topličanin Prokuplje und der Nationalmannschaft trainierte, wurde fünf Mal Jugoslawischer Meister; 1975 im Halbfliegengewicht, 1976 im Fliegengewicht, sowie 1978, 1979 und 1980 im Bantamgewicht. Zudem gewann er 1979 im Bantamgewicht die Mittelmeerspiele in Split.
Bei der Europameisterschaft 1975 in Katowice unterlag er im Achtelfinale des Halbfliegengewichts gegen den Olympiasieger György Gedó und 1977 in Halle (Saale) im Viertelfinale des Bantamgewichts gegen den späteren Goldmedaillengewinner Stefan Förster.
Sein größter Erfolg gelang ihm mit dem Gewinn der Silbermedaille im Bantamgewicht bei der Weltmeisterschaft 1978 in Belgrad, als er unter anderem mit Siegen gegen Leszek Błażyński und Rocky Lockridge bis in das Finale kam und dort nur knapp mit 2:3 gegen Adolfo Horta unterlag.
Šaćirović war darüber hinaus Teilnehmer zweier Olympische Spiele; 1976 in Montreal verlor er im Achtelfinale des Fliegengewichts mit 2:3 gegen Leszek Błażyński und 1980 in Moskau in der Vorrunde des Bantamgewichts gegen Veli Koota.